# Luci Coriel·li Pansa
Luci Coriel·li Pansa (en llatí Lucius Corellius Neratius Pansa) va ser un magistrat romà dels segles I i II que va viure sota els emperadors Trajà i Hadrià. Portava el cognomen Pansa, que es donava a les persones que tenien un peu molt gros.
Va ser cònsol l'any 122 juntament amb Mani Acili Aviola. El mencionen els Fasti.